# Mia Diekow
Mia Diekow (née en 1986 à Hambourg) est une actrice et chanteuse allemande. Elle est également une militante pour les personnes atteintes de l'Encéphalomyélite Myalgique/Syndrome de Fatigue Chronique (EM/SFC) et du Covid long.

## Carrière
Diekow est actrice de doublage depuis son enfance.
Son premier album Die Logik liegt am Boden  sort le 27 juillet 2012, il est produit par elle et Philipp Schwär en contrat avec Sony. Elle participe ensuite à Unser Song für Malmö, le concours de sélection de l'Allemagne au Concours Eurovision de la chanson 2013, avec la chanson Lieblingslied. Elle finit dernière des douze participants.
Son deuxième album, Ärger im Paradies, qu'elle produit elle-même, sort en 2018.
Le troisième album autoproduit de Diekow, avec le soutien de ses fans grâce au financement participatif, Ich Habe Mich Getroffen, sort en 2024 ; il devait être publié à l'été 2020, mais en raison de maladie, il ne peut être publié qu'en 2024. Diekow dédie le clip pour le single OK aux chercheuses sur l'EM/SFC Carmen Scheibebogen et Uta Behrends.

## Activisme
En mars 2020, Diekow annonce être infectée au Covid-19 puis être tombé malade de l'EM/SFC et du Covid long. Elle s'implique ensuite dans l'organisation Long COVID Deutschland, dont Diekow est membre fondatrice. Dans l'émission Long Covid und ME/CFS – Krimi um eine Krankheit, diffusée sur WDR 5, Diekow parle de ses expériences de marginalisation de l'EM/CFS par les milieux de la santé et politique, elle appelle à la recherche, à des mesures éducatives et à de meilleures structures de soins. Dans le cadre de son engagement auprès des personnes touchées, elle rencontre, entre autres, des hommes politiques comme le ministre fédéral de la Santé Karl Lauterbach, Katrin Göring-Eckardt et Stefan Schwartze. Diekow participe aux tables rondes du ministère fédéral de la Santé sur le Covid long le 12 septembre 2023 et le 4 décembre 2023 pour représenter les intérêts des personnes touchées par le Covid long et l'EM/SFC.
En collaboration avec la Société allemande pour l'EM/SFC et avec le soutien d'experts en EM/SFC de la Charité et de l'Université technique de Munich, elle tourne et publie des vidéos explicatives sur l'EM/SFC et le Covid long, sur les thèmes du malaise post-effort et la gestion des maladies et des activités. Pour le projet mis(s)understood bodies, Diekow et la designer Julia Vanessa Maier publient en 2023 le court métrage mia sur sa maladie EM/SFC.